# سوئینی (فنلاند)
سوئینی (به فنلاندی: Soini) یک منطقهٔ مسکونی در فنلاند است که در اوستروبوتنیای جنوبی واقع شده‌است.

## خواهرخوانده
شهر بخش هور خواهرخواندهٔ سوئینی (فنلاند) هست.